# Achim Krutsch
Achim Krutsch (* 19. Februar 1963 in Langenhagen) ist ein deutscher Koch.

## Werdegang
Nach der Ausbildung 1979–1982 im Fürstenhof in Celle wechselte Krutsch 1982 zu Sterns Restaurant bei Heinrich Stern in Hannover  (ein Michelinstern). 1982–1984 war er Zeitsoldat. und ging anschließend zum Restaurant Ente in Bielefeld und 1985 zum Restaurant Merkurius bei Pavel Pospíšil in Baden-Baden (ein Michelinstern).
1988 wurde er Küchenchef in der Korkeiche in Bonn, dort wurde er mit 15 Punkten im Gault Millau ausgezeichnet.
1989 wechselte er zu den Schweizer Stuben bei Dieter Müller in Wertheim (zwei Michelinsterne) und 1990 zum Alten Badhaus in Eberbach, dort erkochte er seinen ersten Michelinstern.
Seit 1992 ist er Küchenchef des Hotels Der Schafhof in Amorbach. Das Restaurant Abt- und Schäferstube war seit 1997 bis zur Ausgabe des Guide Michelin 2019 mit einem Michelinstern ausgezeichnet.